# Campeonato Nacac de 2018
El III Campeonato Nacac de atletismo se celebró del 10 al 12 de agosto de 2018 en la ciudad de Toronto, Canadá. La sede del certamen fue el estadio Varsity, y para las pruebas de marcha atlética se estableció un circuito ubicado en las islas de Toronto. Los ganadores de cada prueba obtuvieron la clasificación directa al campeonato mundial que tendrá lugar en la ciudad de Doha.

## Resultados

### Masculino
| Evento                                 | Oro                                                                                  | Plata                                                                         | Bronce                                                                             |
| -------------------------------------- | ------------------------------------------------------------------------------------ | ----------------------------------------------------------------------------- | ---------------------------------------------------------------------------------- |
| 100 m (11 de agosto)                   | Tyquendo Tracey Jamaica 10,03 RC                                                     | Kendal Williams Estados Unidos 10,11                                          | Cameron Burrell Estados Unidos 10,12                                               |
| 200 m (12 de agosto)                   | Kyle Greaux Trinidad y Tobago 20,11 RC                                               | Aaron Brown · Canadá · 20,20                                                  | Nigel Ellis Jamaica 20,57                                                          |
| 400 m (11 de agosto)                   | Demish Gaye Jamaica 45,47                                                            | Nery Brenes · Costa Rica · 45,67                                              | Fitzroy Dunkley Jamaica 45,76                                                      |
| 800 m (11 de agosto)                   | Brandon McBride · Canadá · 1:46,14                                                   | Marco Arop · Canadá · 1:46,82                                                 | Wesley Vásquez Puerto Rico 1:47,63                                                 |
| 1500 m (12 de agosto)                  | Izaic Yorks Estados Unidos 3:51,85                                                   | Patrick Casey Estados Unidos 3:51,87                                          | Charles Philibert · Canadá · 3:52,60                                               |
| 5000 m (11 de agosto)                  | Hassan Mead Estados Unidos 14:00,18                                                  | Riley Masters Estados Unidos 14:01,04                                         | Justyn Knight · Canadá · 14:01,77                                                  |
| 10 000 m (10 de agosto)                | Lopez Lomong Estados Unidos 29:49,03                                                 | Elkanah Kibet Estados Unidos 29:51:37                                         | Reed Fischer Estados Unidos 29:53,63                                               |
| 110 m vallas (11 de agosto)            | Hansle Parchment Jamaica 13,28                                                       | Aleec Harris Estados Unidos 13,49                                             | Shane Brathwaite Barbados 13,52                                                    |
| 400 m vallas (12 de agosto)            | Kyron McMaster Islas Vírgenes Británicas 48,18 RC                                    | Annsert Whyte Jamaica 48,91                                                   | Khallifah Rosser Estados Unidos 49,13                                              |
| 3000 m obstáculos (12 de agosto)       | Andy Bayer Estados Unidos 8:28,55 RC                                                 | Travis Mahoney Estados Unidos 8:29,29                                         | Jordan Mann Estados Unidos 8:45,14                                                 |
| 20 km Marcha (10 de agosto)            | Evan Dunfee · Canadá · 1:25:39 RC                                                    | Nick Christie Estados Unidos 1:30:11                                          | John Cody Risch Estados Unidos 1:36:05                                             |
| Salto de longitud (12 de agosto)       | Marquis Dendy Estados Unidos 8,29 RC                                                 | Tajay Gayle Jamaica 8,24                                                      | Ramone Bailey Jamaica 8,09                                                         |
| Salto de altura (11 de agosto)         | Jeron Robinson Estados Unidos 2,28 RC                                                | Michael Mason · Canadá · 2,28                                                 | Donald Thomas · Bahamas · Django Lovett · Canadá · 2,28                            |
| Triple salto (10 de agosto)            | Jordan Alejandro Díaz · Cuba · 16,83                                                 | Chris Benard Estados Unidos 16,73                                             | Keandre Bates Estados Unidos 16,58                                                 |
| Salto con pértiga (12 de agosto)       | Scott Houston Estados Unidos 5,45 RC                                                 | Shawn Barber · Canadá · 5,40                                                  |                                                                                    |
| Lanzamiento de bala (10 de agosto)     | Darrel Hill Estados Unidos 21,68 RC                                                  | Tim Nedow · Canadá · 21,02                                                    | O'Dayne Richards Jamaica 20,89                                                     |
| Lanzamiento de disco (12 de agosto)    | Fedrick Dacres Jamaica 68,47 RC                                                      | Travis Smikle Jamaica 65,46                                                   | Reggie Jagers Estados Unidos 62,70                                                 |
| Lanzamiento de jabalina (11 de agosto) | Anderson Peters Granada 79,65 RC                                                     | Curtis Thompson Estados Unidos 76,02                                          | Markim Felix Granada 75,14                                                         |
| Lanzamiento de martillo (11 de agosto) | Roberto Sawyers · Costa Rica · 72,94 RC                                              | Alex Young Estados Unidos 72,75                                               | Adam Keenan · Canadá · 72,72                                                       |
| Relevo 4 × 100 m (12 de agosto)        | Canadá · Bismarck Boateng · Jerome Blake · Mobolade Ajomale · Aaron Brown · 38,56    | Barbados Shane Brathwaite Mario Burke Burkheart Ellis Jr. Jaquone Hoyte 38,69 | Trinidad y Tobago Nathan Farinha Jonathan Farinha Jalen Purcell Kyle Greaux 38,89  |
| Relevo 4 × 400 m (12 de agosto)        | Estados Unidos Nathan Strother Obi Igbokwe Michael Cherry Kahmari Montgomery 3:00,60 | Bahamas O'Jay Ferguson Teray Smith Michael Mathieu Alonzo Russell 3:03,80     | Cuba · Leandro Zamora · Adrián Chacón · Rubén Caballero · Yoandys Lescay · 3:04,11 |

- RC: Récord de campeonato.

### Femenino
| Evento                                 | Oro                                                                                | Plata                                                                                | Bronce                                                                                  |
| -------------------------------------- | ---------------------------------------------------------------------------------- | ------------------------------------------------------------------------------------ | --------------------------------------------------------------------------------------- |
| 100 m (11 de agosto)                   | Jenna Prandini Estados Unidos 10,96 RC                                             | Jonielle Smith Jamaica 11,07                                                         | Crystal Emmanuel · Canadá · 11,11                                                       |
| 200 m (12 de agosto)                   | Shericka Jackson Jamaica 22,64                                                     | Crystal Emmanuel · Canadá · 22,67                                                    | Phyllis Francis Estados Unidos 22,91                                                    |
| 400 m (11 de agosto)                   | Stephenie Ann McPherson Jamaica 51,15                                              | Aiyanna Stiverne · Canadá · 52,00                                                    | Brionna Thomas Estados Unidos 52,19                                                     |
| 800 m (11 de agosto)                   | Ajee Wilson Estados Unidos 1:57,52 RC                                              | Natoya Goule Jamaica 1:57,95                                                         | Rosemary Almanza · Cuba · 2:00,15                                                       |
| 1500 m (12 de agosto)                  | Kate Grace Estados Unidos 4:06,23 RC                                               | Shannon Osika Estados Unidos 4:06,92                                                 | Gabriela Stafford · Canadá · 4:07,36                                                    |
| 5000 m (10 de agosto)                  | Rachel Schneider Estados Unidos 15:26,19 RC                                        | Lauren Paquette Estados Unidos 15:39,40                                              | Kate Van Buskirk · Canadá · 15:50,35                                                    |
| 10 000 m (11 de agosto)                | Marielle Hall Estados Unidos 33:27,19 RC                                           | Rochelle Kanuho Estados Unidos 33:28,33                                              | Rachel Cliff · Canadá · 33:30,16                                                        |
| 100 m vallas (11 de agosto)            | Kendra Harrison Estados Unidos 12,55 RC                                            | Danielle Williams Jamaica 12,67                                                      | Andrea Vargas · Costa Rica · 12,91                                                      |
| 400 m vallas (12 de agosto)            | Shamier Little Estados Unidos 53,32                                                | Janieve Russell Jamaica 53,81                                                        | Georganne Moline Estados Unidos 54,26                                                   |
| 3000 m obstáculos (10 de agosto)       | Mel Lawrence Estados Unidos 9:45,36 RC                                             | Emily Oren Estados Unidos 9:56,66                                                    | Megan Rolland Estados Unidos 9:59,85                                                    |
| 20 km Marcha (10 de agosto)            | María Michta-Coffe Estados Unidos 1:36:34                                          | Mirna Ortiz · Guatemala · 1:38:36                                                    | Katie Burnett Estados Unidos 1:39:31                                                    |
| Salto de longitud (11 de agosto)       | Sha'Keela Saunders Estados Unidos 6,60                                             | Quanesha Burks Estados Unidos 6,59                                                   | Tisanna Hickling Jamaica 6,38                                                           |
| Salto de altura (10 de agosto)         | Levern Spencer Santa Lucía 1,91 RC=                                                | Elizabeth Paterson Estados Unidos 1,88                                               | Loretta Blaut Estados Unidos 1,82                                                       |
| Triple salto (12 de agosto)            | Shanieka Rickets Jamaica 14,25 RC                                                  | Tori Franklin Estados Unidos 14,09                                                   | Thea Noeliva Lafon Dominica 13,74                                                       |
| Salto con pértiga (11 de agosto)       | Katie Nageotte Estados Unidos 4,75 RC                                              | Yarisley Silva · Cuba · 4,70                                                         | Sandi Morris Estados Unidos 4,65                                                        |
| Lanzamiento de bala (12 de agosto)     | Maggie Ewen Estados Unidos 18,22                                                   | Cleopatra Borel Trinidad y Tobago 17,83                                              | Jessica Ramsey Estados Unidos 17,80                                                     |
| Lanzamiento de disco (10 de agosto)    | Yaimé Pérez · Cuba · 61,97 RC                                                      | Valerie Allman Estados Unidos 59,67                                                  | Maggie Ewen Estados Unidos 59,00                                                        |
| Lanzamiento de jabalina (12 de agosto) | Ariana Ince Estados Unidos 59,59                                                   | Bethany Drake Estados Unidos 54,71                                                   | Coralys Ortiz Puerto Rico 54,71                                                         |
| Lanzamiento de martillo (10 de agosto) | Deanna Price Estados Unidos 74,60 RC                                               | Jillian Weir · Canadá · 71,96                                                        | Brooke Andersen Estados Unidos 70,05                                                    |
| Relevo 4 × 100 m (12 de agosto)        | Estados Unidos Kiara Parker Shania Collins Dezerea Bryant Jenna Prandini 42,50     | Jamaica Shelly-Ann Fraser-Pryce Jura Levy Jonielle Smith Shericka Jackson 43,33      | Canadá · Shaina Harrison · Crystal Emmanuel · Phylicia George · Jellisa Westney · 43,50 |
| Relevo 4 × 400 m (12 de agosto)        | Estados Unidos Briana Guillori Jasmine Blocker Kiana Horton Courtney Okolo 3:26,08 | Jamaica Stephenie Ann McPherson Tiffany James Anastasia Le-Roy Christine Day 3:27,25 | Canadá · Micha Powell · Aiyanna Stiverne · Travia Jones · Alicia Brown · 3:28,04        |

- RC: Récord de campeonato.

## Medallero
| Núm. | País                            | Oro | Plata | Bronce | Total |
| ---- | ------------------------------- | --- | ----- | ------ | ----- |
| 1    | Estados Unidos (USA)            | 25  | 19    | 17     | 61    |
| 2    | Jamaica (JAM)                   | 7   | 9     | 5      | 21    |
| 3    | Canadá (CAN)                    | 3   | 8     | 10     | 21    |
| 4    | Cuba (CUB)                      | 2   | 1     | 2      | 5     |
| 5    | Costa Rica (CRC)                | 1   | 1     | 1      | 3     |
| 5    | Trinidad y Tobago (TTO)         | 1   | 1     | 1      | 3     |
| 7    | Granada (GRN)                   | 1   | 0     | 1      | 2     |
| 8    | Islas Vírgenes Británicas (IVB) | 1   | 0     | 0      | 1     |
| 8    | Santa Lucía (LCA)               | 1   | 0     | 0      | 1     |
| 10   | Bahamas (BAH)                   | 0   | 1     | 1      | 2     |
| 10   | Barbados (BAR)                  | 0   | 1     | 1      | 2     |
| 12   | Guatemala (GUA)                 | 0   | 1     | 0      | 1     |
| 13   | Puerto Rico (PUR)               | 0   | 0     | 2      | 2     |
| 14   | Dominica (DMA)                  | 0   | 0     | 1      | 1     |